# Roberto Orellana (cantante)
Roberto Orellana (Talcahuano, 26 de febrero de 1965) es un cantante y compositor chileno de música cristiana. Posee una discografía extensa y variada en cuanto a estilos musicales, es conocido por las canciones «Mi nuevo amor», «Tengo fe» y «Mi vida está llena de ti», y ha sido nominado en los Latin Grammy 2002 como Mejor álbum cristiano por su producción Mi Nuevo Amor y en Premios Arpa en tres ocasiones. Participó en eventos junto a artistas reconocidos como Bobby Cruz, Alex Campos, Marcos Witt, Marcos Vidal, Jaime Murrell, entre otros.  
Además de la música, Orellana es conocido por su labor social realizada como misionero en algunos países de Latinoamérica con su fundación Lluvias de Amor.

## Carrera musical
La música de Roberto Orellana, ha recorrido diversos estilos musicales de América Latina, tales como la música andina, que incluye al charango (instrumento de cuerdas construido de un armadillo), también incluye el Vallenato Colombiano, la Bachata caribeña, las famosas baladas, así como la guitarra de los Gauchos Argentinos y los huasos chilenos.

### Primeros álbumes (1989-1996)
Su primera grabación, Levántate, la produjo en Argentina en 1989, la cual refleja, sin duda alguna, el gran cambio ocurrido en su vida. Su segunda producción discográfica, Libertad, fue realizada durante su estadía en Miami en 1991 y con la cual llega a Puerto Rico, en donde produce sus últimos álbumes: Árbol sin raíces (1993), del cual, se destaca el tema «Mi nuevo amor», Vientos del Sur (1994) que enfatiza y realza sus raíces andinas y Entre Mar y Cordillera (1996).
En 1996, fue nominado bajo la categoría Góspel en los premios Tu Música, a nivel secular. En los premios Tito Lara de 1996, fue nominado como la producción de más ventas, además de obtener el premio como Cantante Internacional.

### Fusiones musicales (1999-2001)
En 1999, comenzó la grabación de su producción Tierra del Fuego, que contiene una fusión de elementos andinos y contemporáneos de la nueva trova. En este proyecto se incluyeron los temas «Soy Feliz» y «No temeré», teniendo una excelente aceptación por parte del público cristiano, así como también, de la audiencia secular en Puerto Rico. El contenido de cada una de las alabanzas incluidas en este álbum es un mensaje que transmite esperanza, fe y aliento a seguir adelante.
En el año 2001, Roberto lanzó su grabación titulada Fusión, pues, como lo indica el título, combinaba elementos andinos, caribeños y vallenatos colombianos, que unidos a las baladas, presentaban una diversidad de estilos muy característicos de Latinoamérica. En la producción, tres de los ocho temas fueron de la autoría de Roberto Orellana («Un milagro», «Escóndeme» y «Rey de mi vida»).

### Nominación al Premio Grammy Latino
En 2002, la Academia Latina de Artes y Ciencias de la Grabación añadió una nueva categoría a los Premios Grammy Latinos: Mejor álbum cristiano. Para esta ceremonia, el álbum Mi Nuevo Amor de Orellana fue uno de los que se consideraron para ser reconocidos, siendo solo nominado por esta oportunidad. Ese mismo año lanzó su primer libro titulado Tren al Sur. Al año siguiente, realizaría en compañía de Marcos Vidal y René González, el álbum El Trío.
Posteriormente, llegarían sus álbumes Esperando en ti en el año 2004, y Tengo Fe en 2008, álbum que tuvo gran acogida en Expolit 2008, y el tema promocional «Úngeme», llevando a Orellana a posicionarse en pocos días en emisoras radiales como La Nueva 88.3 FM en Miami y la 97.7 FM y Radio Redentor 104.1FM en Puerto Rico. En 2009, Orellana sería invitado para cantar los días 25 y 26 de junio, en el National Hispanic Prayer Breakfast en Washington D. C..

## Vida personal
Roberto y su esposa Waleska Ramos dirigen la iglesia Casa de Amor y Fe. Tiene dos hijos gemelos, llamado Roberto Isaac y el otro Isaac Roberto, también cantantes, ⁣ y una hija llamada Giana que también esta incursionando en el ámbito musical; actualmente viven en familia en Lakeland Florida en los Estados Unidos.

## Labor social
En su pasión por las comunidades indígenas y más vulnerables de Latinoamérica, Orellana fundó Lluvias de Amor, institución con que ha viajado como misionero a países de Centroamérica para compartir, además del Evangelio, ⁣ alimento y recursos para la construcción de instituciones de salud o educativas en sus visitas a estas localidades, como Cuba, Honduras.

## Discografía
- 1993: Árbol Sin Raíces
- 1994: Vientos Del Sur
- 1996: Entre Mar Y Cordillera
- 1999: Tierra Del Fuego
- 2001: Fusión
- 2001: Mi Nuevo Amor
- 2003: El Trío (con René González y Marcos Vidal)
- 2004: Esperando En Ti
- 2005: Lluvias De Ayer Y Hoy
- 2006: Edición limitada (con Hnas. Rivera, Marcos Vidal y Migdalia Rivera)
- 2007: Cantando En Navidad
- 2008: Tengo Fe
- 2012: Esperanza
- 2013: Colección De Oro
- 2018: Alabanzas Del Ayer